# الیوت کید
اِلیوت کید (انگلیسی: Eliot Kid) یک مجموعه تلویزیونی انیمیشن کودکان است که دو فصل و ۱۰۴ قسمت دارد و توسط ساماکا پروداکشنز، سافاری دو ویل، و سی‌بی‌بی‌سی تولید و تهیه شده است. کارگردانی این سریال بر عهدۀ ژیل کازو بوده است. هدایت صدا برای هر دو فصل توسط کارگردان انیمیشن، متیو گچی انجام شد. نسخه فرانسوی برای هر دو فصل توسط کریس برنارد هدایت شد.
این سریال در مورد پسر نوجوانی است که از تخیل خود برای به چالش کشیدن و الهام بخشیدن به دوستانش فرا می‌خواند.